# Łukowice Brzeskie
Pour les articles homonymes, voir Łukowice Brzeskie.
Łukowice Brzeskie est une localité polonaise du gmina de Skarbimierz, située dans le powiat de Brzeg (voïvodie d'Opole).